# Trichotosia indragiriensis
Trichotosia indragiriensis är en orkidéart som först beskrevs av Rudolf Schlechter, och fick sitt nu gällande namn av Friedrich Fritz Wilhelm Ludwig Kraenzlin. Trichotosia indragiriensis ingår i släktet Trichotosia och familjen orkidéer.
Artens utbredningsområde är Sumatera. Inga underarter finns listade i Catalogue of Life.